# Baldach

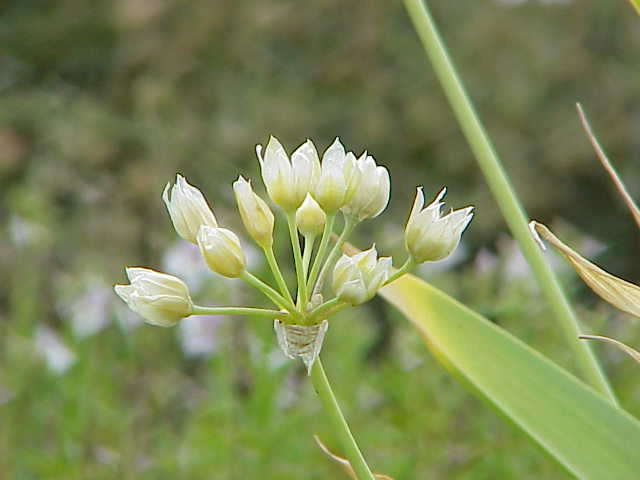
Baldach czosnku południowego

Baldach (łac. umbella) – u roślin rodzaj kwiatostanu, w którym pojedyncze kwiaty wyrastają na mniej więcej jednakowej długości szypułkach z jednego miejsca na szczycie pędu. Najwcześniej rozkwitają kwiaty zewnętrzne, czym bliżej środka, tym później. 
Baldach, zwany też baldachem prostym należy do grupy kwiatostanów groniastych o silnie skróconej osi głównej. Ten typ kwiatostanu,  występuje np. u czosnku, pierwiosnka. Odmianą baldachu prostego jest podbaldach, u którego wszystkie szypułki dorastają do tego samego poziomu. Czasami baldach prosty wchodzi w skład kwiatostanów złożonych, np. baldachu złożonego. Wyrastające u niektórych roślin listki pod baldachem noszą nazwę pokrywek.